# Alfred Jennepin
Alfred Jennepin, né le 10 avril 1836 à Girondelle (Ardennes) et mort le 7 septembre 1914 dans le 18e arrondissement de Paris, est un instituteur français, historien local de l'Avesnois.

## Biographie
Alfred Jennepin est né le 10 avril 1836 à Girondelle, petit village du département des Ardennes, d'un père cordonnier et d'une mère ménagère. Vers 1842, la famille s'installe à Ruesnes, dans le département du Nord, où Alfred Jennepin est scolarisé. Son père devient après 1851 employé sédentaire des sucres à Marly.

### Directeur d'école à Cousolre
Alfred Jennepin passe son brevet de capacité en juin 1854. Il est recruté par la municipalité de Cousolre comme instituteur et secrétaire de mairie, au moment où ce village se développe avec l'implantation d'une industrie du marbre.
En 1861, Alfred Jennepin épouse Victoire Maton, fille de Jean-Baptiste Maton, artisan-marbrier, conseiller municipal de Cousolre et républicain. Il exerce dans une nouvelle école inaugurée en 1862, avec un autre instituteur et fait ensuite construire un pensionnat, dont la municipalité autorise l'ouverture en 1869. Pédagogue reconnu, il affiche alors ses opinions républicaines et pacifistes.
En 1872, le village inaugure un monument aux morts de la guerre de 1870, pour lequel Alfred Jennepin a proposé un modèle de blason
et l'épitaphe. Alfred Jennepin prend officiellement sa retraite de directeur d'école à 60 ans en 1895, mais se consacre ensuite à ses recherches historiques, jusqu'à sa mort en 1914.

### Èrudit local
À partir de 1869, Alfred Jennepin se livre à une archéologie d'amateur dans sa commune, découvrant le site d'une villa romaine, une cuve baptismale du XIIe siècle, des pièces de monnaies romaines, des sépultures gauloises et gallo-romaines, divers objets de l'âge du bronze et de la Tène. Il rédige des rapports sur ses découvertes et se fait ainsi connaître des notables. Il alimente un musée scolaire qui, en 1878, comporte 1127 pièces. Le préfet le nomme membre de la Commission historique du département du Nord en 1878. En 1888, il écrit à l'Académie des inscriptions et belles-lettres pour lui faire part de ses découvertes.
En 1877, il publie une Notice historique sur la commune de Cousolre depuis les temps les plus anciens jusqu’à aujourd’hui, de 400 pages, travail très pédagogique. Ce livre comporte quatre grandes parties, chronologiques pour les trois premières : les  origines gallo-romaines, le Moyen Âge, des annales de l'époque moderne, et une description des monuments (église, chapelles, écoles). En 1901, Alfred Jennepin publie une petite notice historique complémentaire, sur le village de Bousignies qui dépendait de Cousolre.
Alfred Jennepin est l'auteur d'une monumentale Histoire de Maubeuge, de 1250 pages en deux volumes publiés en 1889 et en 1909, mais qui l'occupe en réalité pendant 35 ans. Elle lui vaut en 1911 une médaille d’or de la ville. Cette étude, établie sur une riche base de documents d'archives, permet de conserver le souvenir de beaucoup d'entre eux qui ont brûlé dans l’incendie de Maubeuge en mai 1940. Son plan est un simple catalogue des institutions urbaines, des droits comtaux aux écoles en passant par la municipalité, les communautés religieuses, les hôpitaux, les manufactures , etc.. Léon Gautier, de l'Académie des inscriptions et belles-lettres, critique ce plan thématique qu'il aurait préféré chronologique, tout en insistant sur l'intérêt de ce livre. Georges Lefebvre, dans la petite note critique qu'il consacre à cet ouvrage dans la Revue du Nord, en souligne la richesse tout en regrettant un grand manque de synthèse.
Républicain de conviction, Alfred Jennepin participe activement à la célébration du centenaire de la Révolution française, en collectant des documents d'époque et en préparant leur exposition. Il participe à la rédaction de l'ouvrage La Défense Nationale dans le Nord de 1792 à 1802, rédigeant le chapitre qui raconte la bataille de Wattignies. Il devient de ce fait le président du comité pour l’érection d’un monument en l’honneur du tambour Stroh et participe à l'inauguration à Maubeuge le 5 novembre 1893 du monument sculpté par Léon Fagel.

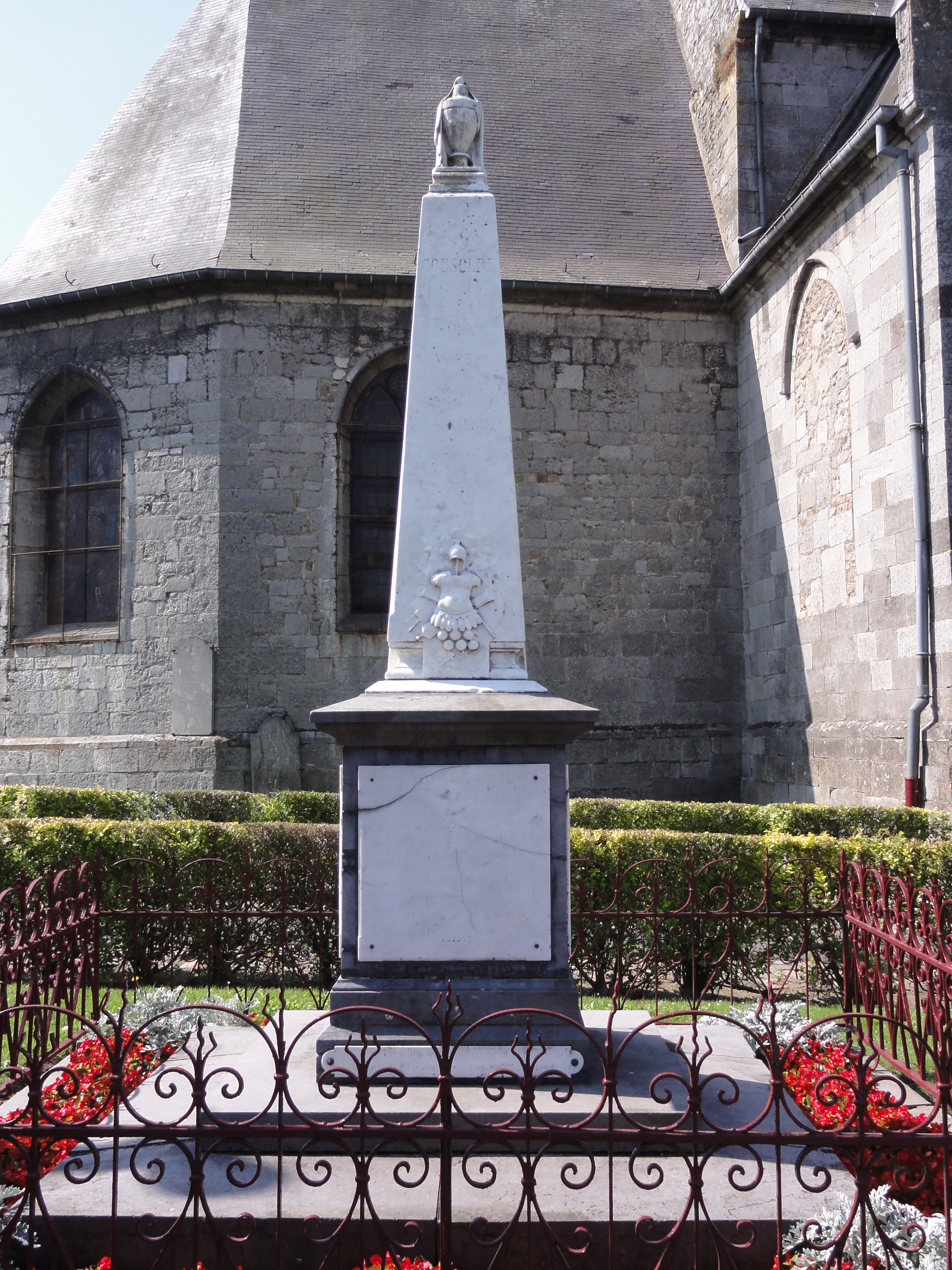
Monument aux morts de Cousolre (1872).
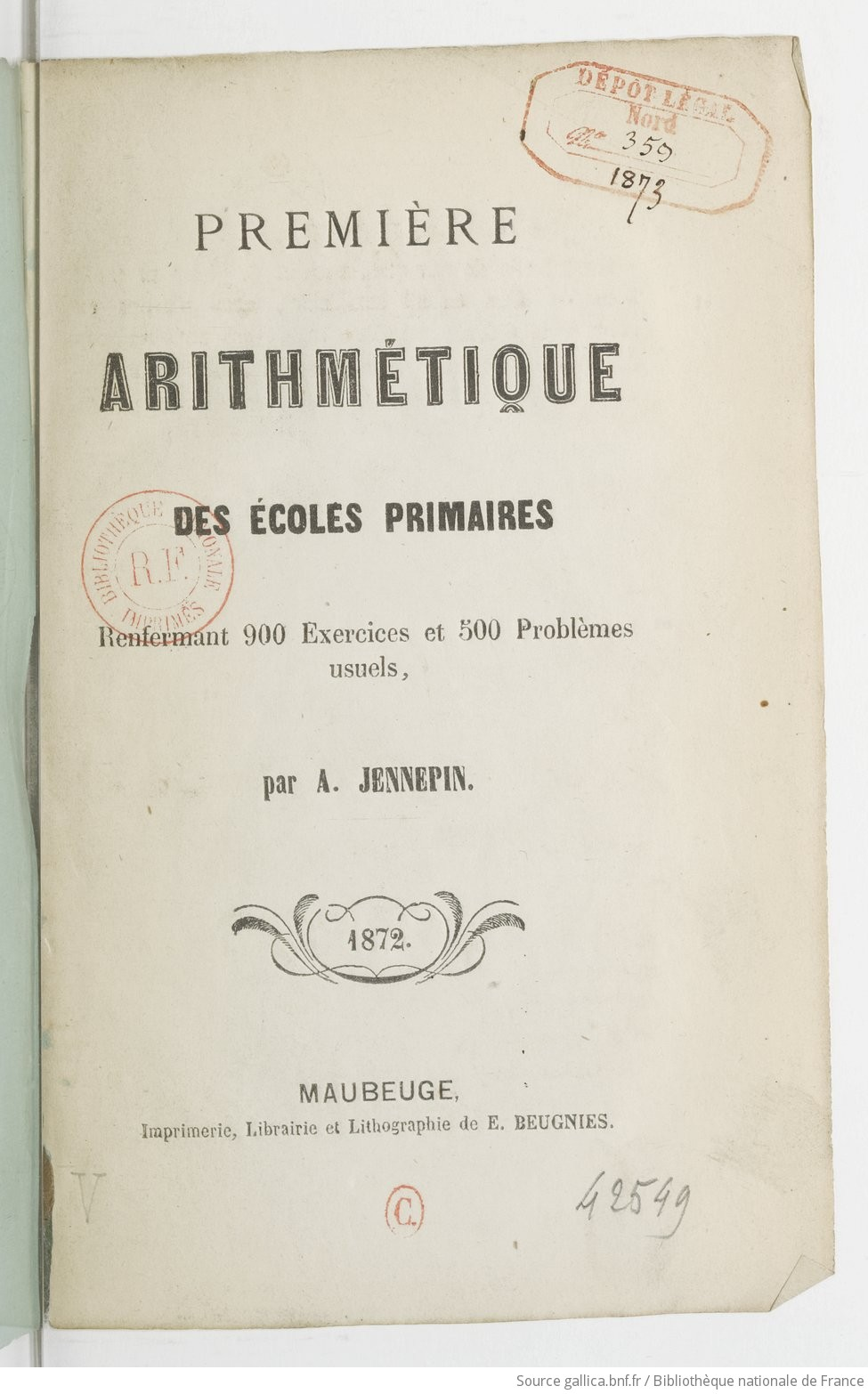
Page de titre de Première arithmétique des écoles primaires (1872).
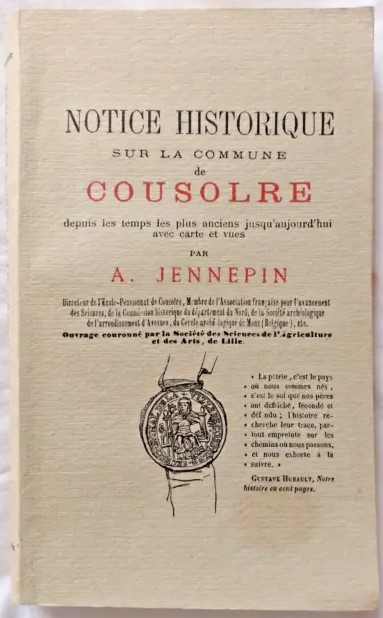
Page de titre de Notice Historique sur la commune de Cousolre (1877).
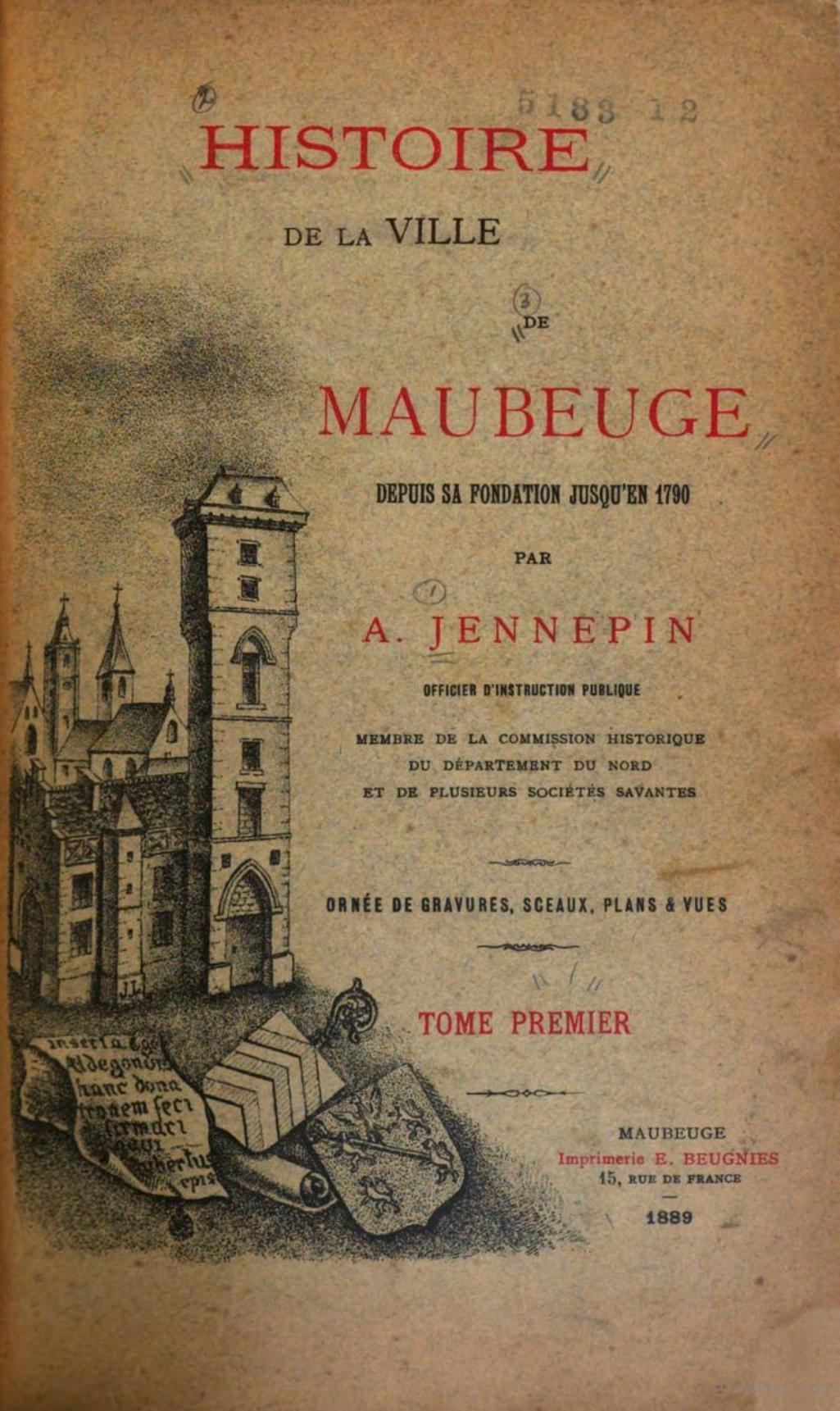
Page de titre de Histoire de la ville de Maubeuge depuis sa fondation jusqu'en 1790, tome 1 (1889).
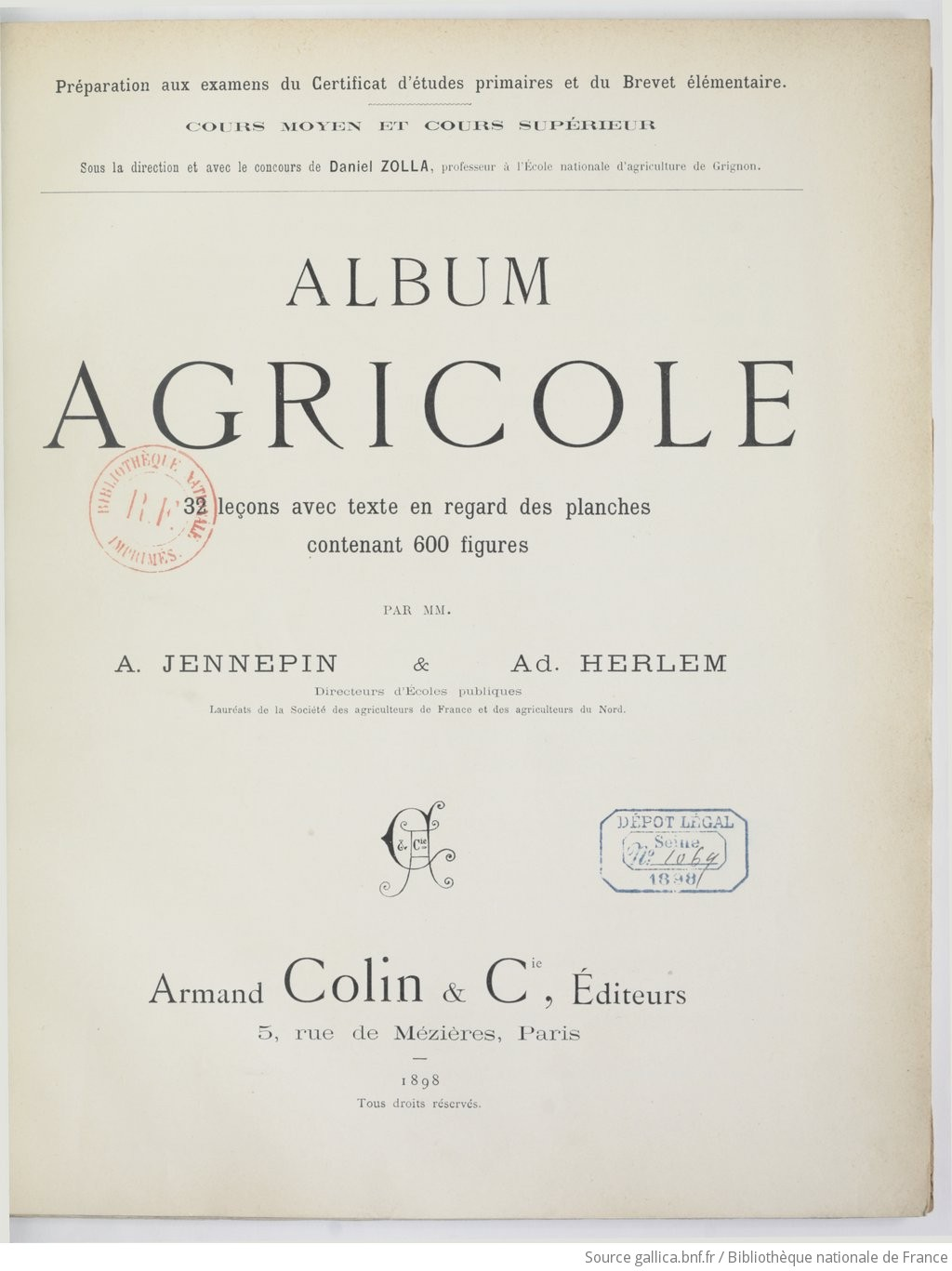
Page de titre de Album agricole : 32 leçons, avec texte en regard des planches, contenant 600 figures (1898).

De 1890 à 1894, Alfred Jennepin publie dans le supplément littéraire du journal La Frontière divers documents de l'époque de la Révolution française (Annales de 1788-1789, cahiers de doléances, textes écrits par les comités et les sociétés populaires , etc.).
Il accumule les documents dans sa bibliothèque personnelle, dont de nombreux manuscrits et cartes datant du XIVe au XVIIIe siècle, issus d'une partie des archives de l'ancien chapitre de Maubeuge et de nombreux livres remontant jusqu'au XVIe siècle,. Il possède notamment un cartulaire de la seigneurie d'Avesnes.
Alfred Jennepin meurt le 7 septembre 1914 dans le 18e arrondissement de Paris

## Œuvres

### Manuels scolaires
- Alphabet du dessin, 1858[2].
- Pratique de calcul appliqué à la marbrerie en 100 problèmes gradués sur les opérations les plus usuelles de l’industrie du marbre, Maubeuge, 1864, 40 p.[2].
- Première arithmétique des écoles primaires, renfermant 900 exercices et 500 problèmes usuels, Maubeuge, E. Beugnies, 1872, 209 p. (BNF 30652100, lire en ligne)[19].
- Alfred Jennepin et Ad. Herlem, Album agricole : 32 leçons, avec texte en regard des planches, contenant 600 figures, Paris, Armand Colin, 1898, 112 p. (BNF 30596663, lire en ligne)[7]. Traduit en espagnol[7].

### Ouvrages historiques
- Notice historique sur la commune de Cousolre depuis les temps les plus anciens jusqu’à aujourd’hui, Maubeuge, Édition Beugnies, 1877, 400 p.[8].
- Notes archéologiques sur l'arrondissement d'Avesnes : Extrait du tome XVII du Bulletin de la Commission historique du département du Norḑ, Lille, Impr. de L. Danel, 1886, 14 p..
- Histoire de la ville de Maubeuge depuis sa fondation jusqu'en 1790, t. 1, Maubeuge, Imprimerie E. Beiugnies, 1889, 450 p. (lire en ligne)[12],[13],[11].
- Notice historique sur les évènements militaires qui ont précédé le conseil de guerre réuni à Cousolre le 16 mai 1794, Maubeuge, Imprimerie de la Frontière, 1891[20].
- Histoire de l’industrie lainière, Fourmies, Victor Bachy, 1891, 30 p.[21].
- Monographie de la marbrerie dans l’Avesnois, 1900[22].
- Notice historique sur la commune de Bousignies, Maubeuge, Édition Beugnies, 1901, 64 p.[10].
- Histoire de la ville de Maubeuge depuis sa fondation jusqu'en 1790, t. 2, Maubeuge, Delgorge, 1909, 791 p.[13],[11].

## Décorations

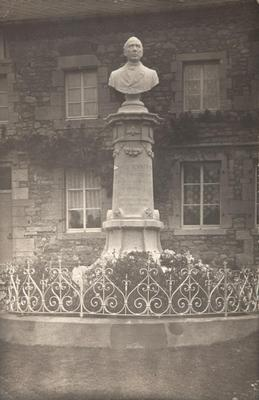
Monument à Alfred Jennepin à Cousolre (1923)

Médaille de vermeil de l’Instruction Publique (1879).
 Officier de l'Instruction publique (1888).
 Chevalier de l'ordre du Mérite agricole (1893).
 Officier de l'ordre du Mérite agricole (1912).

## Traces mémorielles
En 1923, les anciens élèves d'Alfred Jennepin élèvent un monument en son honneur, un buste en marbre de Carrare, inauguré le 23 septembre 1923. Le 30 septembre 2023, une petite cérémonie célèbre le centenaire de ce monument.
Après la mort de sa fille et seule héritière en 1933, la bibliothèque et les archives d'Alfred Jennepin sont vendues aux enchères par lots. En 1935, la Société archéologique et historique de l'arrondissement d'Avesnes en achète une partie.
Le collège de Cousolre porte le nom d'Alfred Jennepin.